# Bandera de Guernsey
La bandera de Guernsey, un arxipèlag que es troba en les Illes Anglonormandes, en el Canal de la Mànega, està formada per la creu de Sant Jordi, i sobre aquesta una creu patent d'or amb els quatre braços de la mateixa longitud. La creu d'or representa al Duc Guillem de Normandia, qui la portava en la seva bandera en la batalla de Hastings, segons apareix en el tapís de Bayeux.
La bandera actual va ser adoptada oficialment el 30 d'abril de 1985. La raó d'adoptar una nova bandera va venir condicionada pel fet d'evitar confusions entre Guernsey i Anglaterra en esdeveniments esportius, donat que ambdós compartien la mateixa bandera. Va ser dissenyada pel Comitè d'Investigació de la bandera de Guernsey presidida per Sir Graham Dorey i va ser voleià per primer cop a l'illa el 15 de febrer de 1985.
L'anterior bandera de Guernsey era només la creu de Sant Jordi. Se li va permetre a Guernsey el seu ús l'any 1936.

## Altres banderes

Bandera del s.XIX
Bandera a l'interval 1936–1985
Bandera de la marina mercant.
Bandera dels vaixells governamentals
Estendard del Governador